# Blueprint (álbum)
Blueprint es el tercer álbum de estudio del guitarrista irlandés de blues rock Rory Gallagher, publicado en 1973 a través del sello Polydor Records. Para este disco Rory despidió a Wilgar Campbell e incluyó a Rod de'Ath en la batería y de igual manera entró Lou Martin en los teclados, siendo por primera vez en la carrera de Rory — sumando su paso con Taste — en poseer un cuarto integrante.
Obtuvo el puesto 12 en los UK Albums Chart del Reino Unido y debutó en la posición 147 en la lista Billboard 200 de los Estados Unidos. Fue certificado con disco de oro en el país británico, luego de superar las 100 000 copias vendidas.
Tanto la portada original como el título del disco fueron ideadas por Rory y extraídas de un blueprint que realizó para un amplificador, durante su estadía en la ciudad alemana de Hamburgo a fines de 1972.
Cabe señalar que posee una versión de «Banker´s Blues» del cantautor Big Bill Broonzy y en 1999 fue remasterizado y relanzado con dos pistas adicionales; «Stompin' Ground» y un cover del tema «Treat Her Right» del cantante estadounidense Roy Head.

## Lista de canciones
Todas las canciones escritas por Rory Gallagher, a menos que se indique lo contrario.

| N.º | Título                                       | Duración |  |
| 1.  | «Walk on Hot Coals»                          | 6:59     |  |
| 2.  | «Daughter of the Everglades»                 | 6:09     |  |
| 3.  | «Banker's Blues» (cover de Big Bill Broonzy) | 4:42     |  |
| 4.  | «Hands Off»                                  | 4:27     |  |
| 5.  | «Race the Breeze»                            | 6:51     |  |
| 6.  | «Seventh Son of the Seventh Son»             | 8:22     |  |
| 7.  | «Unmilitary Two-Step» (instrumental)         | 2:45     |  |
| 8.  | «If I Had a Reason»                          | 4:27     |  |

| Pistas adicionales en reedición CD de 1999 |                                       |              |          |  |
| N.º                                        | Título                                | Escritor(es) | Duración |  |
| 9.                                         | «Stompin' Ground»                     |              | 3:27     |  |
| 10.                                        | «Treat Her Right» (cover de Roy Head) | Roy Head     | 4:00     |  |

## Músicos
- Rory Gallagher: voz, guitarra eléctrica, saxofón, mandolina y armónica
- Lou Martin: teclados y guitarras adicionales
- Gerry McAvoy: bajo
- Rod de'Ath: batería